# Jacob Isaac van Waning (1815-1843)
Jacob Isaac van Waning (Bleiswijk, 26 januari 1815 - aldaar, 24 december 1843) was een Nederlandse burgemeester.

## Leven en werk
Van Waning werd in 1815 te Bleiswijk geboren als zoon van de schout en latere burgemeester van Bleiswijk Jacob van Waning en van Anna Maria Timmermans. Hij volgde zijn vader op na diens overlijden in 1836 als burgemeester en secretaris van Bleiswijk. Vanwege zijn leeftijd, hij was toen 21 jaar, kreeg hij dispensatie van de gouverneur van Zuid-Holland om de functie van burgemeester te mogen vervullen. In de zevenjarige periode van zijn burgemeesterschap bekleedde hij dit ambt en dat van secretaris van de gemeente ook in Moerkapelle. Hij overleed op jeugdige leeftijd aan de gevolgen van een longontsteking. Hij werd begraven achter de dorpskerk van Bleiswijk. Op zijn grafsteen staat de tekst: "Hier rust het stoffelijk overschot van JACOB ISAAC van Waning, in leven BURGEMEESTER en SECRETARIS van BLEISWIJK en MOERKAPELLE, geboren den 26 Januarij 1815 overleden den 25 December 1843". Volgens zijn overlijdensakte en de berichten in de Opregte Haarlemse Courant overleed hij echter op 24 december 1843. Juist de dag voor zijn overlijden, op 23 december 1843, was hij door koning Willem II herbenoemd tot burgemeester van Bleiswijk met ingang van 2 januari 1844. Ruim een maand na zijn overlijden werd zijn zoon Willem Johannes Philippus geboren.
Van Waning trouwde op 7 augustus 1839 te Berkel met Catharina Maria Sara van Aalst (1813-1891), dochter van de burgemeester van Berkel Petrus Egbertus van Aalst. Hij overleed in december 1843 op 28-jarige leeftijd in zijn woonplaats Bleiswijk. Zijn oudste zoon, de architect Jacob Isaac van Waning (1840-1917), werd een industrieel ondernemer. Hij was de grondlegger van de Koninklijke Rotterdamsche Cementsteenfabriek v/h van Waning & Co, later Koninklijke Rotterdamse Beton- en Aannemingmaatschappij v/h Van Waning & Co N.V. (later o.a Waco Beton). Diens jongere broer Willem Johannes Philippus maakte carrière bij de Nederlandse marine. Hij werd schout-bij-nacht en hij werd vanwege zijn aandeel in de Atjehoorlog benoemd tot ridder der 4e klasse van de Militaire Willems-Orde.